# امپراتوری ایتالیا
امپراتوری ایتالیا (ایتالیایی: Impero Italiano) از مستعمرات، کشورهای تحت‌الحمایه، امتیازات، و وابستگان پادشاهی ایتالیا تشکیل شده که پس از ۱۹۴۶ جمهوری ایتالیا نامیده‌می‌شود.

## تاریخچه
پیدایش امپراتوری استعماری ایتالیا با خرید شرکت تجاری در شهر ساحلی عصب در دریای سرخ به سال ۱۸۶۹ آغاز گردید. در سال ۱۸۸۲ این خرید توسط دولت ایتالیا مصادره شد و اولین قلمرو خارجی ایتالیا به حساب آمد. در طول دو دهه بعدی سرعت اروپایی‌ها برای تصاحب آفریقا افزایش یافت که به اصطلاح "تقلا برای آفریقا" نام گرفت. با شروع جنگ جهانی اول در سال ۱۹۱۴ ایتالیا به تنهایی یک مستعمره در ساحل دریای سرخ (اریتره)، تحت‌الحمایه بزرگی در سومالی و قدرت مدیریتی لیبی ترکیه را بدست آورده بود. در خارج از آفریقا، ایتالیا صاحب امتیازی تینتسین در چین و جزایر دودکانیز در نزدیکی سواحل ترکیه را در اختیار داشت.
از اولین "تقلا"ها ایتالیایی‌ها طرح‌هایی برای امپراتوری اتیوپی داشتند آن‌ها دو بار در قرن نوزدهم شکست خوردند: اولین بار در نبرد دوغالی به سال ۱۸۸۷ و سپس در اولین اشغال اتیوپی در ۱۸۹۵ تا ۹۶. در طول جنگ جهانی اول ایتالیا آلبانی جنوبی را اشغال کرد تا از افتادن به دست اتریش-مجارستان پیشگیری نماید. در سال ۱۹۱۷ یک تحت‌الحمایه در آلبانی تأسیس نمود که تا سال ۱۹۲۰ باقی ماند. دولت فاشیستی که با به قدرت رسیدن بنیتو موسولینی در سال ۱۹۲۲ سر کار آمد به دنبال افزایش قلمرو امپراتوری ایتالیا و برآوردن مطالبات توسعه طلبان ایتالیایی بود. ما بین سال‌های ۱۹۳۵ تا ۱۹۳۶ دومین اشغال اتیوپی ایتالیا موفق شد آن دوم حمله اتیوپی ایتالیا موفق بود و این سرزمین با مابقی مستعمرات ایتالیا ادغام شده و آفریقای شرقی ایتالیا را تشکیل داد. به سال ۱۹۳۹ ایتالیا آلبانی را اشغال و ضمیمه کشور فاشیست خود کرد. در طول جنگ جهانی دوم (۱۹۳۹ تا ۱۹۴۵)، ایتالیا چند فتح جدید داشت، اما با پیمان صلح نهایی همه مستعمرات و دول تحت‌الحمایه خود را رها نمود. در سال ۱۹۵۰ کرسی سازمان ملل به دولت سابق سومالی ایتالیا اعطا شد. در هنگام استقلال سومالی در ۱۹۶۰ تجربه هشت دهه استعمار ایتالیایی پایان یافت.